# Zbigniew Karaczun
Zbigniew Michał Karaczun (ur. 10 kwietnia 1961 w Milanówku) – polski sozolog, nauczyciel akademicki, działacz opozycji w PRL, działacz ruchu ekologicznego, badacz polityki ekologicznej i zarządzania środowiskiem.

## Życiorys
W czasie nauki w XLII Liceum Ogólnokształcącym im. Marii Konopnickiej współpracował z Ruchem Obrony Praw Człowieka i Obywatela, w latach 1978–1980 był członkiem redakcji pisma Uczeń Polski, w którym publikował pod pseudonimem Michał Potocki. W 1980 rozpoczął studia w Szkole Głównej Gospodarstwa Wiejskiego – Akademii Rolniczej w Warszawie, był członkiem Niezależnego Zrzeszenia Studentów, członkiem Komisji Interwencji NZS. W latach 80. był kolporterem wydawnictw niezależnych.
W 1985 został członkiem Polskiego Klubu Ekologicznego i zaangażował się w działalność ruchu ekologicznego, był m.in. prezesem Oddziału Mazowieckiego PKE. Od 1987 pracował na macierzystej uczelni, tam w 1992 obronił pracę doktorską Wpływ przemysłu rafineryjno-petrochemicznego na poziom akumulacji metali ciężkich i siarki oraz aktywność biologiczną niektórych enzymów w użytkowanych rolniczo glebach okolic Płocka napisaną pod kierunkiem Henryka Zimnego. Habilitował się w 2009 na podstawie pracy Skuteczność ochrony środowiska w przedsiębiorstwach rolno-spożywczych. Pracuje jako profesor nadzwyczajny w Katedrze Ochrony Środowiska na Wydziale Ogrodnictwa, Biotechnologii i Architektury Krajobrazu SGGW. 
W 1997 startował bez sukcesu w wyborach do Sejmu, z listy Unii Wolności. W latach 1998–2002 był doradcą ministra środowiska ds. integracji europejskiej. W 2002 należał do twórców Koalicji Klimatycznej.
W 2011 został odznaczony za działalność opozycyjną Krzyżem Kawalerskim Orderu Odrodzenia Polski. W 2019 otrzymał Krzyż Wolności i Solidarności.